# Jacob Friedrich Werner
Jacob Friedrich Werner (* 15. September 1732 in Königsberg (Preußen); † 21. April 1782 ebenda) war ein deutscher Rhetoriker und Historiker.

## Leben
Der Sohn des Tribunalsekretärs und Hofrats Heinrich Werner († 18. Januar 1737) und dessen Frau Gertrud Dorothea (* 3. Dezember 1706; † 1. August 1793), Tochter des Königsberger Professors Christian Sahme, hatte bereits in frühen Kinderjahren seinen Vater verloren. Da sich seine Mutter dann mit dem Königsberger Professor der Rhetorik und Geschichte Christian Heinrich Gütther (1696–1755) abermals verheiratete, dürfte er in einem äußerst anregenden Elternhaus aufgewachsen sein.
Er wurde bereits mit zwölf Jahren am 24. August 1744 an der Universität Königsberg deponiert. Hier hatte er auch seine Studien begonnen und erwarb am 15. Mai 1753 den akademischen Grad eines Magisters der Philosophie. 1754 wurde er außerordentlicher Professor an der philosophischen Fakultät der Königsberger Hochschule und 1755 ordentlicher Professor der Rhetorik und Geschichte. Er war auch 1755 ein Jahr lang Aufseher der Wallenrodischen Bibliothek und sieben Jahre lang Direktor der ehemaligen freien Gesellschaft in Königsberg. Zudem beteiligte er sich auch an den organisatorischen Aufgaben der Königsberger Hochschule und war im Sommersemester 1778 Rektor der Alma Mater.
1756 heiratete er Luise Henriette (* 27. Januar 1730; † 24. Februar 1804), Tochter des Kommerzienrats David Heinrich Pietsch. Sie war eine Nichte des Königsberger Professors der Poesie Johann Valentin Pietsch. Aus der Ehe gingen drei Kinder hervor. Man kennt Jakob Heinrich Werner (* 1758; † jung), Friedericke Dorothea Luise Werner (* 1761; † jung) und den Dichter Friedrich Ludwig Zacharias Werner.

## Werke
- Rede vom Wettstreit der Liebe und Dankbarkeit. Königsberg 1746
- Rede zum Lobe der Nacheiferung. Königsberg 1748. (Auch in der Sammlung der Schriften der freyen Gesellschaft.)
- Gedächtnisrede am Jubelfeste des Westphälischen Friedens, von dem durch diesen Friedensschluss beförderten Wachsthum des Preussisch-Brandenburgischen Hauses. Königsberg 1748 (Auch in derselben Sammlung)
- Epistola gratul. ad Job. Car. Halter etc. Königsberg 1752
- Diss. prior de prudentiae politicae a L. Junio Bruto, antequam obtinuit consulatum, editis speciminibus. Königsberg 1753
- Diss. poster. Frankfurt (Oder) 1753
- Diss. argumenta contra metempsychosin exponens. Königsberg 1754
- Diss. de historia pragmatica. Königsberg 1755
- Trauerrede bey dem Sarge der verwittw. Profeflorin Hedio. Königsberg
- Akademische Rede am Namenstage der Russ. Kaiserin Elisabeth. Königsberg 1758
- Nachrichten von dem gräflichen und adelichen von Wallenrodischen Geschlecht. Königsberg 1763 (Auch in den wöchentl. Königsberg. Anzeigen von 1763.)
- Oratio praemisso Panegyrico, quo primum a Gilv. Gazali munisicentia Cancell. et Direct. Acad. D. Kowalewski erga studiosam iuventutem laudabatur et actus huius oratorii conclusio. Königsberg 1772
- Fünf Programmen, in welchen er seit 1770 die in dem zur Wallenrodischen Bibliothek gehörigen Münzkabinet befindlichen antiken Münzen erklärt, hat.
- Neun Lateinische Gedächtnissschriften, gehalten im Namen der Universität zum Andenken, des Kanzlers von Tettau, verschiedener Professoren und anderer Gelehrten.
- Der anhaltende Fleiss, als eine Haupteigenschaft eines akademischen Lehrers, nach dem Muster des D. Kowalewslki, Kanzlers und Direktors der Universität. Königsberg
- Lebensbeschreibung des Oberhofpredigers, D. Arnoldt. Königsberg
- Lebensbeschreibung der verwittweten Arnoldt, geb. Kröhoff. Königsberg
- Genealogische Nachrichten von Louise Charlotte, Reichsgräfin von Ysenburg, geb. Reichsgräfin von Lehndorf. Königsberg